# 埃隆
埃隆（法語：Ellon，法語發音：[ɛlɔ̃] ⓘ）是法国卡尔瓦多斯省的一个市镇，位于该省西北部，属于巴约区。

## 地理
埃隆（49°13'14"N, 0°40'46"W）面积6.73 平方千米，位于法国诺曼底大区卡爾瓦多斯省，该省份为法国西北部沿海省份，北濒大西洋英吉利海峡，东北与滨海塞纳省以海上边界相接，东临厄尔省，南至奧恩省，西与芒什省接壤。
与埃隆接壤的市镇（或旧市镇、城区）包括：阿尔冈希、瑟勒河畔孔代、盖龙、瑞艾蒙代、贝桑地区蒙索、诺南。

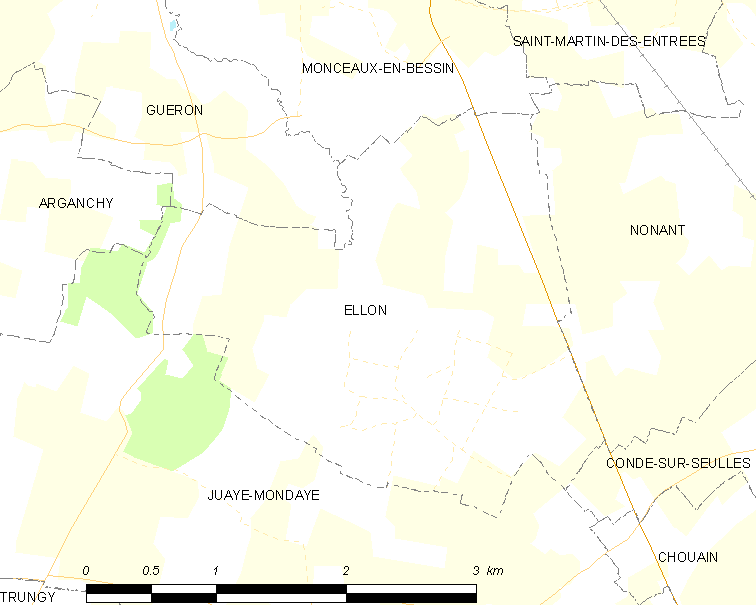
埃隆的OSM定位图

埃隆的时区为UTC+01:00、UTC+02:00（夏令时）。

## 行政
埃隆的邮政编码为14250，INSEE市镇编码为14236。

## 政治
埃隆所属的省级选区为巴约县。

## 人口

1962-2008年间埃隆人口变化图示

埃隆于2022年1月1日时的人口数量为632人。